# Château de Labastide-Murat
Le château de Labastide-Murat est situé sur la commune de Labastide-Murat, dans le département du Lot, en France.

## Historique

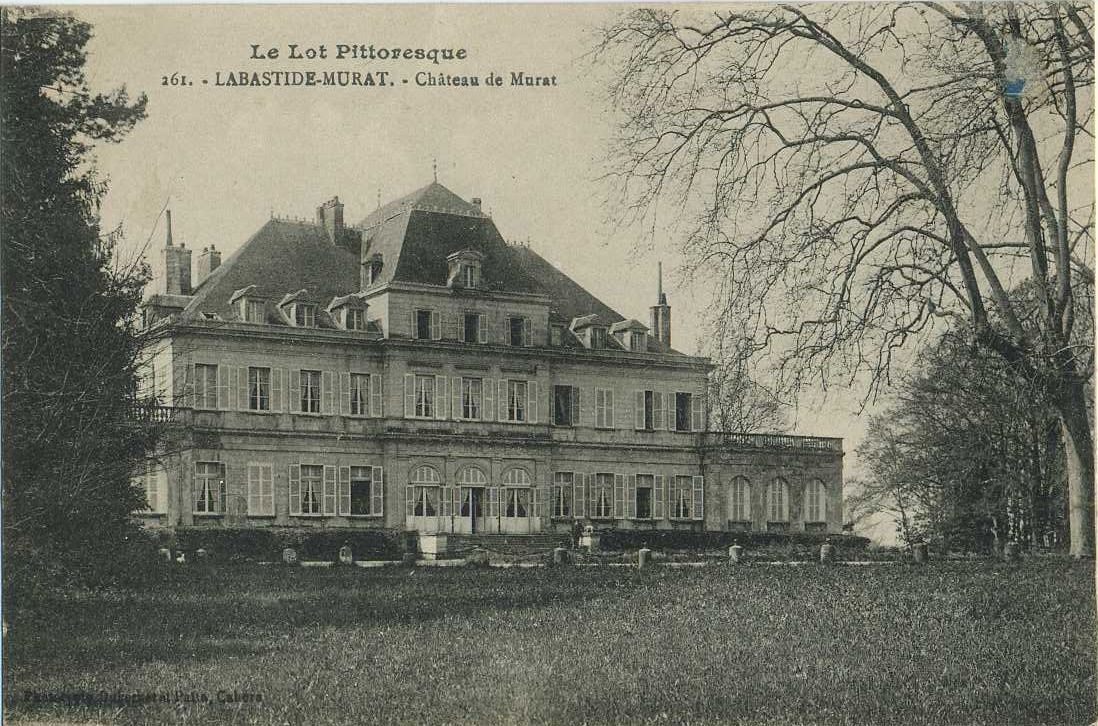
Carte postale du château.

Joachim Murat est né à Labastide-Fortunière en 1767. Marié à Caroline Bonaparte, il est Grand-Duc de Berg et de Clèves quand il a décidé de faire construire le château pour sa famille et sa mère, en 1807. Le château a été construit sur les plans de l’architecte parisien Étienne-Chérubin Leconte, qui réalise un des rares château néo-classique en Quercy. 
La mère de Joachim Murat meurt avant le premier coup de pioche. La construction a été arrêtée un temps quand Joachim Murat est nommé par Napoléon Ier roi de Naples. Les travaux reprennent en 1812 et se terminent en 1815. Son frère, André Murat, bénéficiaire d'un « majorat héréditaire avec titre de comte », en 1810, a assuré le suivi des travaux du château. Joachim Murat a été fusillé à Pizzo, le 13 octobre 1815. André Murat a été le premier occupant du château, jusqu'à sa mort en 1841. Le château devient la propriété de son fils, Gaëtan Murat, député du Lot, marié en 1827 à  Marie-Pauline de Méneval (1810-1889). Il meurt en 1847. Il a fait construire une serre et une chapelle qui ont été détruites en 1914. Son fils, Joachim Joseph André Murat (1828-1904), a restauré les appartements et fait modifier la façade occidentale en y ajoutant un lanterneau au niveau des combles. La décoration a été conservée.
Le château passe ensuite à Jean Lebaudy, fils de Paul Lebaudy et de Marie Pauline Adolphine Clotilde Murat (1868-1949). Jean Lebaudy a financé l'aménagement de la grotte de Pech Merle qui se trouvait sur des terrains ayant appartenu aux Murat au début du XIXe siècle.
Le château fait l’objet d’une inscription au titre des monuments historiques depuis le 16 octobre 1991 alors que le parc fait l'objet d'une inscription depuis le 24 mars 1992.